# Sin-iddinam
Sin-iddinam war ein altbabylonischer Staatsbediensteter zur Zeit des Königs Hammurapi, der nach der mittleren Chronologie von 1792 bis 1750 v. Chr. regierte.
Sin-iddinam war ein Diener des Königs Hammurapi in Larsa. Als solcher unterstand ihm dort eine Anzahl von Beamten. Es sind etwa sechzig an Sin-iddinam adressierte Briefe aus Babylon erhalten, die Verwaltungsangelegenheiten, den Ausbau der Infrastruktur und Rechtsgegenstände behandeln. Die Briefe können etwa in die Zeit von 1760 bis 1750 v. Chr. datiert werden. Sin-iddinam wird weniger als Statthalter in Larsa angesehen, da in den an ihn gerichteten Schreiben niemals ein Titel erwähnt wird, sondern eher als ein Vertrauter des Königs.
Die Anweisungen aus Babylon enthalten zahlreiche Mahnungen. Sie beinhalten ebenso Hinweise, dass die Einwohner Larsas sich in Babylon über ihn wegen ihnen von ihm aufgebürdeter Arbeiten beschwert hätten. Es ging zum Beispiel in einem Fall um das Einziehen eines Bäckers zur Armee, für den schließlich ein Ersatz bestellt wurde.
Der gleichnamige König von Larsa und Sohn von Nur-Adad, Sin-Iddinam, regierte von 1849 bis 1843 v. Chr.